# 中央塔 (乌兰巴托)

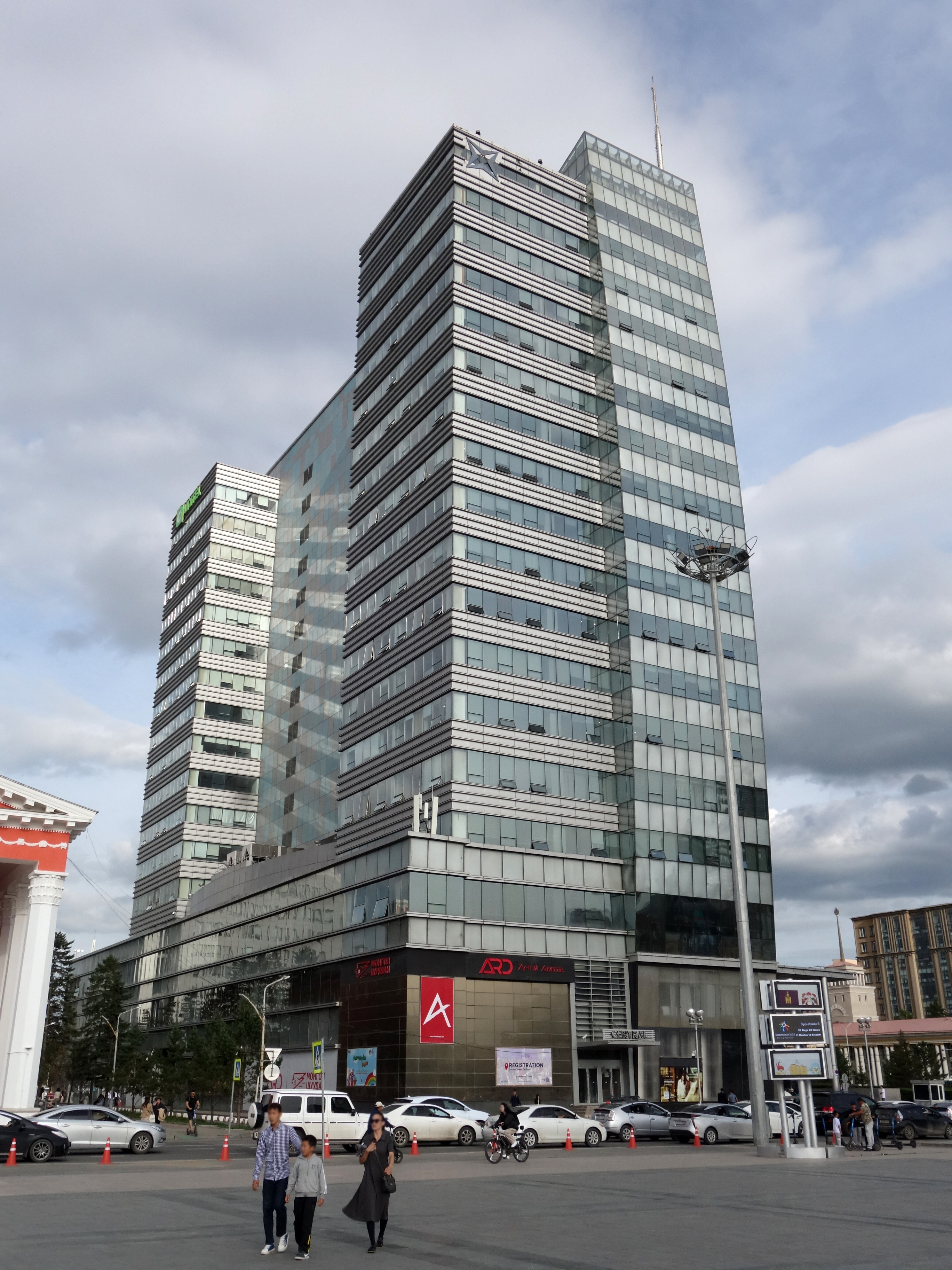
中央塔

中央塔是蒙古国首都乌兰巴托的一座摩天大楼。

## 简介
中央塔是蒙古国第一座A级写字楼，位于乌兰巴托市中央商务区。该楼为商务人士特别是跨国公司提供办公服务。